# Station Płośnica
Station Płośnica was een spoorwegstation in de Poolse plaats Płośnica.